# La Esperanza (Kolumbia)
La Esperanza – miasto w Kolumbii, w departamencie Norte de Santander.